# Clinique Magnin
Pour les articles homonymes, voir Magnin.
La clinique Magnin était l'établissement hospitalier privé le plus ancien et le plus important de Nouméa, en Nouvelle-Calédonie. Fondée par le docteur Raymond Magnin en 1938, elle fut active jusqu'en 2017. Elle se situait à l'entrée de la vallée des Colons, à la périphérie immédiate du centre-ville. Connue pour sa maternité — elle fut la première maternité de la ville —, la clinique Magnin s'était diversifiée. Elle fut ainsi le premier centre d'urgences et la première banque du sang. Fin 2004, la clinique comprenait 91 lits, puis 80 en 2010. 
En 2011, un projet de regroupement avec la clinique de la Baie des Citrons et la polyclinique de l'Anse-Vata a été entériné par le gouvernement de la Nouvelle-Calédonie. Les locaux de cette nouvelle clinique ont été construits sur la presqu’île de Nouville et l'établissement hospitalier, baptisé clinique Kuindo-Magnin, a ouvert ses portes le 25 septembre 2017. Deux jours avant, le 23 septembre, la clinique Magnin ferma définitivement ses portes. 

## Historique
- 1898 : construction par le colon Édouard Unger d'une maison coloniale, connue plus tard sous le nom de château Unger puis aujourd'hui comme le bâtiment principal et administratif de la clinique Magnin. Un étage est rattaché au bâtiment initial en 1904 et 1905
- 1938 : le docteur Raymond Magnin, premier chirurgien calédonien spécialisé dans les os et fils d'un riche entrepreneur nouméen, rachète le château Unger après la mort de son propriétaire et y fonde sa propre clinique. Il s'agira de la première maternité de la ville. Il est aidé par sa mère, qui lave le linge, et des sœurs missionnaires de l'ordre de Marie qui y travaillent comme infirmières. Dès l'année de sa création, la maternité de la clinique, son principal service, enregistre 22 naissances.
- 1944 : 174 naissances à la clinique Magnin sont enregistrées cette année-là. Aujourd'hui, on peut compter plus de 1000 accouchements par an.
- 1952 : ouverture d'un nouveau pavillon, plus moderne que la maison coloniale, qui comporte 11 chambres et un solarium. Cette année-là, le centre de transfusion sanguine, première banque de sang du territoire, groupait 150 donneurs.
- 1956 : le beau-frère du docteur Magnin, le chirurgien et obstétricien Robert Pierson, sert également à la clinique Magnin jusqu'à sa retraite en 1982.
- 1964 : une toute nouvelle maternité est construite.
- 1985 : mort du docteur Magnin, ses enfants prennent alors la direction de la clinique avec leur mère.
- 2011 : un projet de regroupement avec la clinique de la Baie des Citrons et la polyclinique de l'Anse-Vata est acté
- 2018 : la clinique Magnin ferme ses portes à la suite de l'ouverture de la clinique Kuindo-Magnin